# FC Rjúkjú
FC Rjúkjú (japonsky FC琉球) je japonský fotbalový klub z města Okinawa hrající v J2 League. Klub byl založen v roce 2003. V roce 2014 se připojili do J.League, profesionální japonské fotbalové ligy. Svá domácí utkání hraje na Tapic Kenso Hiyagon Stadium.